# Atatürk-Wald
Der Atatürk-Wald (hebräisch יער אטאטורק, türkisch Atatürk Ormanı, englisch Atatürk Forest) ist ein 1953 neu angepflanzter Wald am Karmel-Gebirge in Israel. Er ist nach Mustafa Kemal Atatürk, dem Gründer der modernen Republik Türkei, benannt.

## Geschichte
Der Wald wurde im Jahr 1953 von jüdischen Einwanderern aus der Türkei angelegt, die sich in Israel im Moshav Geva Karmel südlich von Haifa niedergelassen hatten. Die Bäume, größtenteils Kiefern, wurden etwas südöstlich der Siedlung auf einem kahlen, steinigen Hang am Fuß des Karmel-Gebirges gepflanzt. Am 5. Januar 1953 fand eine offizielle öffentliche Eröffnungszeremonie mit zahlreichen Besuchern statt, an welcher der damalige Staatspräsident Israels, Jizchak Ben Zwi, und der türkische Botschafter in Israel, Şefket İstinyeli, teilnahmen. Ben Zwi hielt eine Rede, und beide Männer pflanzten an jenem Tag auch in diesem Wald einen Baum. Das Israel Film Archive in Jerusalem hat in seinem Bestand einen kurzen stummen Dokumentarfilm, der bei der Eröffnungsveranstaltung aufgenommen wurde und frei abgerufen werden kann.
Ben Zwi, der nach dem Tode von Chaim Weizmann erst wenige Wochen zuvor im Dezember 1952 zum neuen israelischen Staatspräsidenten gewählt worden war, wies in seiner Rede auf die engen, freundschaftlichen Beziehungen seines Landes zur Türkei hin, die als erstes mehrheitlich islamisch geprägtes Land den neu gegründeten Staat Israel anerkannt und diplomatische Beziehungen zu ihm aufgenommen hatte. Bis heute wird auf die Gründung des Atatürk-Waldes als Zeichen der Freundschaft zwischen den beiden Staaten Bezug genommenen, beispielsweise in einem 2010 erschienenen dokumentarischen Bildband des ehemaligen israelischen Diplomaten Alon Liel über die türkisch-israelischen Beziehungen im Zeitraum 1949 bis 2010.
Im Atatürk-Wald wurde von Beginn an eine Gedenktafel des Jüdischen Nationalfonds (Keren Kayemeth LeIsrael) an mehreren großen Steinblöcken angebracht. Sie trägt den folgenden Text in hebräischer und türkischer Sprache:

„יער אתאתורכ ניטע עי יוצאי תורכיה בישראל
ATATÜRK ORMANI TÜRKİYEDEN GELEN MUSEVİLER TARAFINDAN DİKİLMİŞTİR“

„Der Atatürk-Wald wurde von Juden aus der Türkei gepflanzt.“

Auf einem der wenigen erhaltenen Fotos aus der Entstehungszeit des Atatürk-Waldes sind vier Frauen zu sehen, die in aufrechter Haltung still vor dieser Gedenktafel stehen.
Ende 1953 wurden 30 Bäume aus dem Atatürk-Wald ausgegraben und in die Türkei gebracht, wo beim neu errichteten Anıtkabir, dem Mausoleum Atatürks in Ankara, mit Bäumen aus 24 Nationen der Friedenspark angelegt wurde.
Zumindest seit 1972 erhalten türkische Besucher des Atatürk-Waldes, die dort einen Baum pflanzten, eine Urkunde.
Im Januar 2011 berichtete die Jerusalem Post über den Besuch einer Gruppe hochrangiger türkischer Journalisten, die als Gäste des Jüdischen Nationalfonds im Rahmen ihrer Rundreise durch Israel auch den Atatürk-Wald besuchten und dort Bäume pflanzten, als kleines Symbol für die Unterstützung Israels durch die Türkei bei der Wiederaufforstung des Landes nach dem verheerenden Waldbrand am Karmel-Gebirge im Dezember 2010.
Innerhalb des Atatürk-Waldes gibt es neben Wanderwegen einen Bereich für Freizeitaktivitäten mit Spiel- und Sportgeräten, die Atatürk Forest Recreation Area, und ein Denkmal für den 19-jährigen jüdischen Fotografen Yoel Cohen Ulcer, der im November 2003 bei den Terroranschlägen auf zwei Synagogen in Istanbul getötet wurde.